# Convención Nacional de Iglesias Bautistas de Honduras
La Convención Nacional de Iglesias Bautistas de Honduras es una asociación cristiana evangélica de iglesias bautistas que tiene su sede en Tegucigalpa, Honduras. Ella está afiliada a la Unión Bautista Latinoamericana y a la Alianza Bautista Mundial.

## Historia
La Convención tiene sus orígenes en una misión de la Convención Bautista del Sur en los Estados Unidos en 1946. Se funda en 1958. Según un censo de la asociación, en 2023 dijo que tenía 532 iglesias y 23,660 miembros.